# Дягилева (деревня)
Дягилева — деревня в Байкаловском районе Свердловской области. Входит в состав Краснополянского сельского поселения. Управляется Чурманской сельской администрацией.

## География
Населённый пункт расположен на левом берегу реки Иленка в 12 километрах на северо-запад от села Байкалово — административного центра района.

### Часовой пояс
Дягилева, как и вся Свердловская область, находится в часовой зоне МСК+2. Смещение применяемого времени относительно UTC составляет +5:00.

## Население
| 2002 | 2010 | 2021 |
| ---- | ---- | ---- |
| 36   | ↘19  | ↘7   |

## Инфраструктура
Деревня разделена на три улицы (Нагорная, Свердлова, Советская).